# Edward FitzGerald (książę)
Edward FitzGerald (ur. 6 maja 1892, zm. 8 marca 1976) – brytyjski arystokrata pochodzenia irlandzkiego, młodszy syn Geralda FitzGeralda, 5. księcia Leinster i lady Hermione Duncombe, córki 1. barona Feversham. Nie był przewidziany do dziedziczenia tytułu książęcego, ale po bezpotomnej śmierci dwóch starszych braci został w 1922 7. księciem Leinster.
Był ostatnim księciem, który rezydował w Irlandii. Po powstaniu Wolnego Państwa Irlandzkiego w 1922 sprzedał wiejską rezydencję FitzGeraldów, Carton House, i przeprowadził się do Anglii.
Leinster był nałogowym hazardzistą. Jego tryb życia wpędził rodzinę w ogromne długi i zmusił do wyprzedaży majątku. Długi były tak wielkie, że na ich pokrycie nie wystarczały nawet spore dochody z dóbr rodzinnych (ok. 800 tys. funtów rocznie). Trzykrotnie ogłaszał bankructwo.
Książę był bliskim przyjacielem króla Edwarda VIII. W 2003 ujawniono, że był kochankiem żony króla, Wallis Simpson.
12 czerwca 1913 poślubił śpiewaczkę May Etheridge (zm. 11 lutego 1935), córkę Jessego Etheridge’a. Edward i May mieli razem jednego syna:
- Gerald FitzGerald (27 maja 1914 – grudzień 2004), 8. książę Leinster

Z pierwszą żoną rozwiódł się w 1930. FitzGerald żenił się jeszcze trzykrotnie:
- 1 grudnia 1932 z Raffaelle Kennedy, córką Roberta Kennedy’ego, z którą rozwiódł się w 1946
- 11 marca 1946 z Jessie Smither (zm. 1960), córką Alfreda Smithera
- w 1965 z Vivien Felton.

Nie miał dzieci z tych małżeństw.
Książę popełnił samobójstwo w swoim mieszkaniu w Londynie w 1976. Tytuł książęcy odziedziczył jego jedyny syn.